# Тракторный (Саратовская область)
Тракторный — село в Петровском районе Саратовской области, входит в состав сельского поселения Берёзовское муниципальное образование.

## География
Находится на расстоянии примерно 27 километров по прямой на запад-юго-запад от районного центра города Петровск.

## История
Официальная дата основания 1932 год. Поселок в поздний советский период был центральной усадьбой совхоза «Тракторный».

## Население
Постоянное население составило 440 человек (русские 92%) в 2002 году, 350 в 2010.